# Erik Anundsson
Erik Anundsson o Erik Emundsson (también Erico III de Suecia m. 882) fue un caudillo vikingo de los suiones que gobernó Suecia en el siglo IX. En Nordisk familjebok se le ha identificado como el legendario rey Erik Weatherhat. La saga Hervarar le cita como hijo del rey Anund Uppsale:

Los hijos de Björn Ragnarsson fueron Erik y Refil. El último un príncipe guerrero y rey del mar. El rey Erik gobernó el reino de Suecia después de su padre, pero vivió poco tiempo. Entonces Erik Refilsson, hijo de Refil, heredó el reino. Fue un gran guerrero y un rey muy poderoso. Los hijos de Eric Björnsson fueron Anund Uppsale y Björn. Entonces el reino sueco volvió a estar dividido entre dos hermanos. Ellos heredaron el reino a la muerte de Erik Refilsson. El rey Björn construyó una casa llamada 'Montículo', y se hizo llamar "Björn en el Montículo". El escaldo Bragi Boddason estuvo con él. El rey Anund tuvo un hijo llamado Erik Anundsson, y sucedió a su padre en el trono de Upsala. Fue un rey poderoso. En sus días Harald Cabellos Hermosos se erigió rey en Noruega. Fue el primero en unir todo el país bajo su poder.

Eiríkr hét sonr Önundar konungs, er ríki tók eptir föður sinn at Uppsölum; hann var ríkr konungr. Á hans dögum hófst til ríkis í Noregi Haraldr hárfagri, er fyrstr kom einvaldi í Noreg sinna ættmanna.
Erik era hijo del rey Anund, y sucedió a su padre en Gamla Uppsala; fue un rey rico. Durante su reino, Harald Cabellos Hermosos tomó el poder en Noruega, Harald fue el primero de su casta en reinar como monarca en Noruega.
El escaldo islandés Snorri Sturluson menciona al rey Erik, contemporáneo con Harald I de Noruega, como Emund Eriksson. Como el monarca precedente se confirma a Anund por otras fuentes (Rimberto y Adán de Bremen), Anundsson es probablemente el patronímico correcto. Los nombres Eymund y Anund eran equivalentes para el último rey Anund Jacobo, y así aparece en Västgötalagen. Por lo tanto, es común confundir los apelativos. 
Según la saga Hervarar, Erik heredó el trono de su padre Anund y de su tío Björn de Birka y, a su muerte, le sucedió su hijo Björn III de Suecia (padre de Erico el Victorioso y Olof II de Suecia). Landnámabók (libro de los asentamientos) cita que Erik y su hijo Björn gobernaron durante el papado de Adriano II y Juan VIII, período que comprende entre el 867 y 883, años de los primeros asentamientos en Islandia. La saga del rey Harald menciona que Erik murió cuando el rey Harald de Noruega llevaba gobernando diez años, por lo tanto fue aproximadamente en el 882.
El rey Erik se menciona en varias ocasiones en la saga Heimskringla (saga del rey Olaf):
Mi abuelo Thorgny pudo recordar muy bien al rey de Uppsala Eirik Eymundson, y decía de él durante sus mejores años que cada verano lanzaba expediciones a diferentes países, y conquistó Finlandia, Kirjalaland, Curlandia, Estonia y los países orientales alrededor; y hoy los baluartes, terraplenes y otros grandes trabajos que hizo se pueden ver. Y más aún, él no estaba orgulloso que no escucharía a quien tuviera algo que decirle.
En la saga del rey Harald, Snorri Sturluson menciona que Erik quería extender Suecia hacia el oeste y hacer un reino tan grande como el que tuvo Sigurd Ring y su hijo Ragnar Lodbrok (Raumarike, Vingulmark y Vestfold y el camino hacia la isla de Grenmar). Conquistó pues Vermland, Västergötland y toda la tierra al sur de Svinesund (hoy Bohuslän) y reclamó las orillas del reino de Viken como propios. Nombró a Hrane el Gauta como jarl de sus tierras entre Svinesund y Göta älv. En todos esos territorios, la población aceptaba a Erik como su rey.
Cuando Harald I de Noruega llegó a Tønsberg (en Viken, una ciudad de comercio en aquel entonces) desde Trondheim y supo de eso, entró en furia y convocó un Thing en Vestfold acusando al pueblo de traición, tras lo cual algunos aceptaron su gobierno, mientras otros fueron castigados. Harald se dedicó un verano completo sometiendo a Viken y Raumarike bajo su autoridad. 
Cuando llegó el invierno, Harald supo que el rey sueco estaba en Vermland, entonces cruzó el bosque de Ed y ordenó al pueblo que celebrasen un festejo en su honor. El caudillo más poderoso de la provincia era un hombre llamado Åke, uno de los antiguos hombres de Halfdan el Negro, quien invitó a ambos reyes a su hogar. Åke construyó una nueva morada que fue ornamentada de forma espléndida, mientras que la vieja tenía escasa decoración. A la llegada de los reyes, el monarca sueco fue hospedado en la morada vieja, y el monarca noruego en la nueva. Harald se encontró en un lugar con recipientes dorados y grabados con figuras que brillaban como el cristal, llenos del mejor licor. Al día siguiente, los reyes prepararon su partida. Åke ofreció a su hijo de 12 años Ubbe para el servicio del rey, que agradeció y prometió su amistad. Entonces Åke habló al rey sueco, que estaba de mal humor. Åke le dio obsequios valiosos y le siguió hasta llegar al bosque. Erik le preguntó por qué, siendo su vasallo, hizo tales diferencias entre él y el noruego. Åke contestó que no tenía nada en contra de Erik, pero le ofreció lo viejo porque era un monarca viejo, mientras que el noruego estaba en la flor de su juventud, también le dijo que no era menos un hombre del rey que el rey sueco. Escuchando esas palabras de traición, Erik no tuvo más remedio que matarle. 
Cuando Harald supo de su muerte, persiguió al rey sueco hasta verle pero ya había llegado a la frontera de Götaland y consideró mejor regresar. A partir de entonces, Harald se dedicó todo el otoño matando a los hombres del rey sueco en Vermland. En el invierno, Harald devastó y quemó el reino de Ranrike y los noruegos invadieron Götaland, ganando las batallas, en una de esas batallas murió Hrane Gautske y Harald se proclamó monarca de toda tierra al norte de Göta älv y al oeste del lago Vänern y puso a su hijo Guttorm como gobernador y defensor del territorio con un gran ejército. 